# مارچلو مالپیگی
مارچلو مالپیگی (ایتالیایی: Marcello Malpighi) یک زیست‌شناس سده هفدهم اهل ایتالیا بود.
مالپیگی تحصیلات خود را در دانشگاه بولونیا انجام داد. او روش‌های تجربی و آزمایشگاهی را در مطالعه موجودات زنده گسترش داد و دانش آناتومی میکروسکوپیک را پایه‌گذاری کرد.
مارچلو مالپیگی زیست شناس و پزشک ایتالیایی بود که از او به عنوان "بنیانگذار آناتومی میکروسکوپی، بافت شناسی و پدر فیزیولوژی و جنین شناسی" یاد می شود. او اولین کسی بود که مویرگ‌ها را در حیوانات دید و ارتباط بین شریان‌ها و سیاهرگ‌ها را که از ویلیام هاروی فرار کرده بود، کشف کرد. مالپیگی یکی از اولین افرادی بود که پس از یان سومردام گلبول های قرمز را زیر میکروسکوپ مشاهده کرد.
استفاده از میکروسکوپ مالپیگی را قادر ساخت تا کشف کند که حشرات از ریه ها برای تنفس استفاده نمی کنند، بلکه از سوراخ های کوچکی در پوست خود به نام نای استفاده می کنند. مالپیگی همچنین آناتومی مغز را مطالعه کرد و به این نتیجه رسید که این اندام یک غده است. از نظر غدد درون ریز مدرن، این استنباط صحیح است زیرا هیپوتالاموس مغز از دیرباز به دلیل ظرفیت ترشح هورمون شناخته شده است.
وی بر اثر سکته درگذشت.